# بروسيا الشرقية الجديدة
بروسيا الشرقية الجديدة ( (بالألمانية: Neuostpreußen)‏ . (بالبولندية: Prusy Nowowschodnie)‏. (بالليتوانية: Naujieji Rytprūsiai)‏ كانت مقاطعة لمملكة بروسيا من 1795 إلى 1807. تم إنشاؤها خارج الأراضي التي تم ضمها في القسم الثالث من الكومنولث البولندي الليتواني وتضمنت أجزاء من مازوفي، بودلاسكي، تراكاي فويفود وaitemaitija. في عام 1806 كان عدد سكانها 914610 نسمة بمساحة أراضي أقل من 55000 كم، البولنديين أساسا، الليتوانيين واليهود والبيلاروسيين.

## جغرافية
شملت بروسيا الشرقية الجديدة الأرض الواقعة بين شرق بروسيا ونهر فيستولا ونهر بوك ونهر بوك.

## 1807 معاهدات تيلسيت
بعد انتصار نابليون بونابرت في حرب التحالف الرابع وانتفاضة بولندا الكبرى عام 1806 ، تم التنازل عن مقاطعة بروسيا الشرقية الجديدة وفقًا لمعاهدات تيلسيت 1807: